# Biała sława
Biała sława (ang. White Famous) – amerykański serial telewizyjny (komedia) wyprodukowany przez Aggressive Mediocrity, Inc., Foxxhole Productions oraz Lionsgate Television, którego pomysłodawcą jest Tom Kapinos.
Serial był emitowany od 15 października 2017 roku do 10 grudnia 2017przez Showtime, natomiast w Polsce jest udostępniony od 16 października 2017 roku na HBO GO następnie jest emitowany na HBO3 od 24 listopada 2017 roku do 26 stycznia 2018.
30 grudnia 2017 roku, stacja Showtime ogłosiła anulowanie serialu po jednym sezonie.

## Fabuła
Serial opowiada o życiu utalentowanego komika, Floyda, który staje się bardziej rozpoznawalny i sławny. Co sprawia, że musi bardziej na siebie uważać.

## Obsada
- Jay Pharoah jako Floyd Mooney[5]
- Utkarsh Ambudkar jako Malcolm[6]
- Lonnie Chavis jako Trevor Mooney
- Meagan Good jako Kali[7]
- Cleopatra Coleman jakoSadie[8]
- Jack Davenport jako Peter King[8]
- Jacob Ming-Trent jako Ron Balls[9]
- Jamie Foxx jako Jamie Foxx
- Kendrick Sampson jako Robbie[10]
- Lyndon Smith jako Gwen[8]
- Michael Rapaport jako Teddy Snow[8]
- Natalie Zea jako Amy[10]
- Stephen Tobolowsky jako Stu Beggs[11]

## Odcinki
| Sezon | Odcinki | Oryginalna emisja w Showtime | Oryginalna emisja w Showtime | Emisja w HBO 3    | Emisja w HBO 3   | Emisja w HBO 3 |
| Sezon | Odcinki | Premiera sezonu              | Finał sezonu                 | Premiera sezonu   | Finał sezonu     |                |
| ----- | ------- | ---------------------------- | ---------------------------- | ----------------- | ---------------- | -------------- |
| 1     | 10      | 15 października 2017         | 10 grudnia 2017              | 24 listopada 2017 | 26 stycznia 2018 |                |

### Sezon 1 (2017)
| #  | Tytuł            | Reżyseria         | Scenariusz  | Premiera Showtime    | Premiera HBO 3                                  |
| -- | ---------------- | ----------------- | ----------- | -------------------- | ----------------------------------------------- |
| 1  | Pilot            | Tim Story         | Tom Kapinos | 15 października 2017 | 24 listopada 2017 (16 października 2017 HBO GO) |
| 2  | Heat             | Tim Story         | Tom Kapinos | 15 października 2017 | 1 grudnia 2017 (16 października 2017 HBO GO)    |
| 3  | Woo              | Tim Story         | Tom Kapinos | 22 października 2017 | 8 grudnia 2017 (23 października 2017 HBO GO)    |
| 4  | Appetites        | Ken Whittingham   |             | 29 października 2017 | 15 grudnia 2017 (30 października 2017 HBO GO)   |
| 5  | Life on Mars     | Millicent Shelton | Tom Kapinos | 5 listopada 2017     | 22 grudnia 2017 (6 listopada 2017 HBO GO)       |
| 6  | Wolves           | Michael Lehmann   | Tom Kapinos | 12 listopada 2017    | 29 grudnia 2017 (13 listopada 2017 HBO GO)      |
| 7  | Duality          | Seith Mann        | Tom Kapinos | 19 listopada 2017    | 5 stycznia 2018 (20 listopada 2017 HBO GO)      |
| 8  | Make Believe     | Michael Lehmann   | Tom Kapinos | 26 listopada 2017    | 12 stycznia 2018 (27 listopada 2017 HBO GO)     |
| 9  | Scandal          | Seith Mann        | Tom Kapinos | 3 grudnia 2017       | 19 stycznia 2018 (4 grudnia 2017 HBO GO)        |
| 10 | Zero F**ks Given | Tim Story         | Tom Kapinos | 10 grudnia 2017      | 26 stycznia 2018 (4 grudnia 2017 HBO GO)        |

## Produkcja
2 czerwca 2016 roku, stacja Showtime zamówiła pilotowy odcinek serialu.
W połowie sierpnia 2016 roku, ogłoszono, że główną rolę zagra Jay Pharoah.
W tym samym miesiącu do obsady dołączył Utkarsh Ambudkar jako Malcolm.
W kolejnym miesiącu poinformowano, że w serialu zagrają: Jacob Ming-Trent i Stephen Tobolowsky.
10 stycznia 2017 roku, stacja Showtime zamówiła pierwszy sezon.
Na początku lipca 2017 roku, ogłoszono, że do obsady dołączyli: Jack Davenport, Michael Rapaport, Lyndon Smith oraz Cleopatra Coleman.
W kolejnym miesiącu poinformowano, że w serialu zagrają: Meagan Good jako Kali, Natalie Zea jako Amy i Kendrick Sampson jako Robbie.